# Tan Zhongyi
Tan Zhongyi (Chinees: 谭中怡) (Chongqing, 29 mei 1991) is een schaker uit de Volksrepubliek China.
In 2016 werd ze met het Chinese vrouwenteam eerste op de in Bakoe gehouden 42e Schaakolympiade; ze speelde aan het vierde bord. 
In 2017 en 2018 was Zhongyi wereldkampioene schaken bij de vrouwen.
In 2020 won ze het Gibraltar Chess Festival.
In 2011 en 2019 won Zhongyi het Wereldkampioenschap schaken voor landenteams met het Chinese team waar zij deel van uit maakte.